# Edifícios tradicionais axantes
Os edifícios tradicionais axantes estão situados no nordeste de Cumasi, a capital da região de Axante. São feitos de terra, madeira e palha, vulneráveis ao tempo e que constituem os únicos vestígios do Império Axante. Foram inscritos pela UNESCO, em 1980, na lista dos sítios considerados património mundial.